# Antoine Penchenier
Pour le journaliste français, voir Georges Penchenier.
Antoine Penchenier, mort en 1761 à Donzère, est un médecin français.

## Biographie
Originaire de Montélimar, il étudia la médecine à Montpellier. Penchenier a rédigé, pour le volume vii de l’Encyclopédie de Diderot et D’Alembert, l’article « goutte » où il dénonce par la même occasion les charlatans et leurs poudres d’orviétan.
Après sa mort, sa veuve, Delphine Rapin, épouse Vincent-Amable de Roqueplane, baron de Lestrade, de Montélimar,.
Il existe une rue du Docteur Penchenier à Bagnols-sur-Cèze.